# Mons Meg

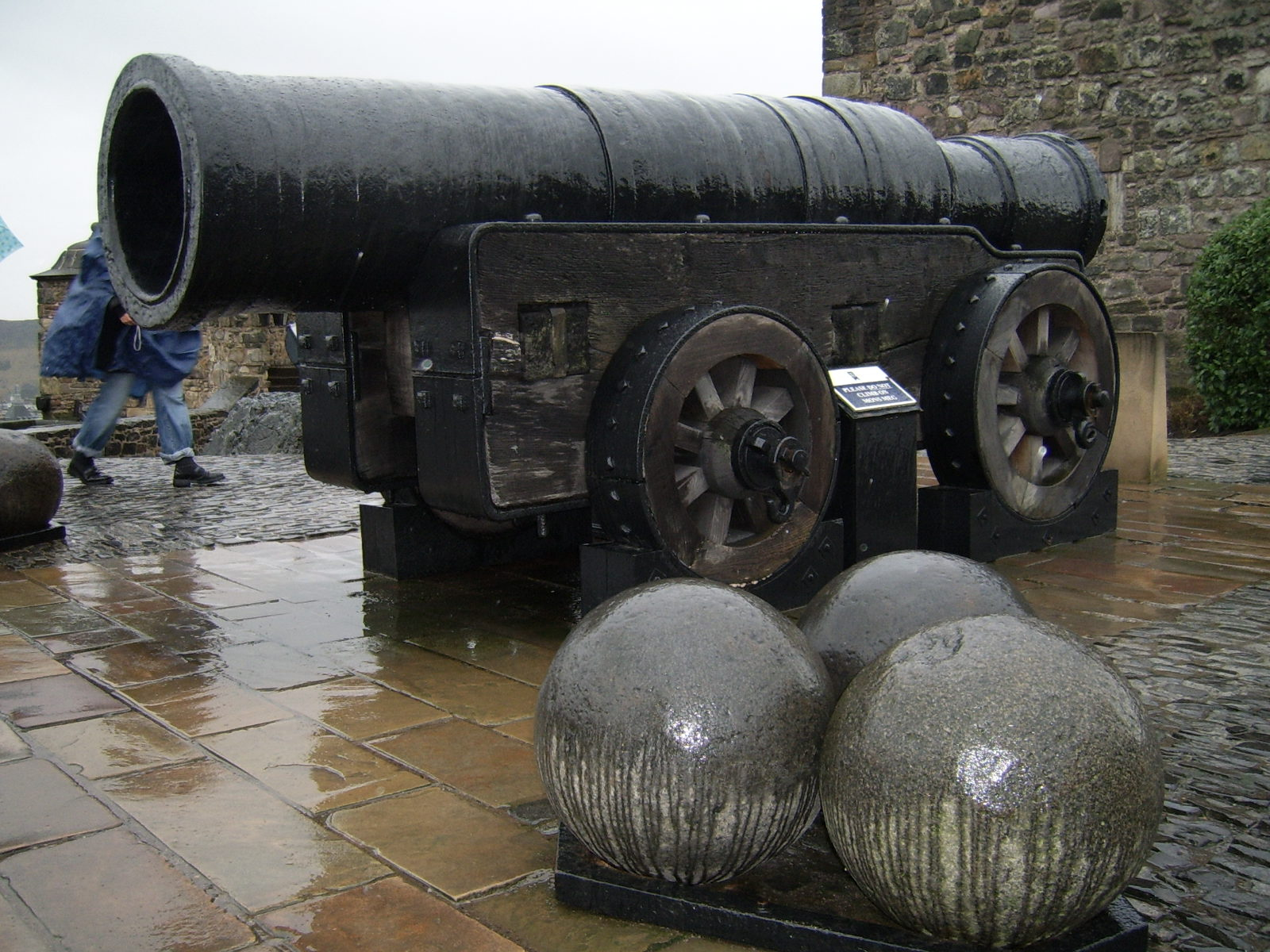
Mons Meg na Zamku w Edynburgu

Mons Meg – olbrzymia bombarda wykonana w połowie XV wieku i wysłana przez księcia Burgundii Filipa Dobrego w darze szkockiemu królewiczowi Jakubowi II z okazji jego ósmych urodzin. Twórcą był Jan Cambier. Jej wykonanie kosztowało 1536 liwrów. Szacowana długość działa to 5 metrów, a waga to około 7500 kg. Kula do tego działa ważyła 250 kg, a ładunek prochu jaki był potrzebny to 50 kg. Strzelać z niej można było jedynie kilka razy dziennie. Dalszy ostrzał uniemożliwiało przegrzanie. Chociaż podczas jednego ostrzału Mons Meg wybuchła to z powodu jej olbrzymich rozmiarów nie została zniszczona całkowicie. Obecnie bombardę tę można oglądać na zamku w Edynburgu. Mons Meg była poprzedniczką Szalonej Grety. 